# 白桫椤
白桫椤（学名：Sphaeropteris brunoniana）为桫椤科白桫椤属下的一个种。

## 扩展阅读
- 維基物種上的相關：白桫椤